# Der Kommissar und das Meer
Der Kommissar und das Meer (schwedischer Titel: Kommissarien och havet) ist eine deutsch-schwedische Krimiserie. Sie basiert lose auf den Romanen von Mari Jungstedt. Die Serie wurde in Deutschland von 2007 bis 2021 im ZDF und auf Sat.1 emotions, von 2009 bis 2021 von dem schwedischen Privatsender TV4 sowie in der Schweiz und in Österreich ausgestrahlt.

## Handlung
Die Hauptfigur ist der aus Deutschland stammende Kommissar Robert Anders, der mit seiner Frau Line, einer Hebamme, und den Kindern Niklas und Ida auf Gotland lebt. Seine Assistenten bei der Kriminalpolizei in Visby sind Karin Jacobsson, Thomas Wittberg und die von der ehemaligen Pippi-Langstrumpf-Darstellerin Inger Nilsson gespielte Rechtsmedizinerin Ewa Svensson.
Nachdem Line die Familie für eine neue berufliche Herausforderung in Afrika verlassen hat, verliebt Anders sich in die wesentlich jüngere Lehrerin Emma Winarve, die mit ihrem Sohn Kasper bei ihm einzieht und mit der er Tochter Enya bekommt. Seine beiden heranwachsenden Kinder verlassen Gotland und studieren in Stockholm. In Folge 20 besucht Sohn Niklas seinen Vater, um ihm mitzuteilen, dass er sein Jurastudium abgebrochen habe und zu seiner Mutter nach Uganda ziehen wolle. Karin Jacobsson wirkt nur bis Folge 12 mit. Sie wird auf das Festland versetzt.

## Hintergrund
In der Rolle des deutschstämmigen Kommissars Robert Anders unterscheidet sich die Fernsehserie maßgeblich von der Romanvorlage, in welcher der schwedische Kommissar Anders Knutas das Ermittlungsteam leitet. Die Affaire mit Emma Winarve hat in Jungstedts Büchern der Journalist Johan Berg. In der schwedischen Version heißt der Kommissar Robert Andersson.
Robert Anders, seine Kinder und Assistent Thomas Wittberg werden von deutschsprachigen Schauspielern dargestellt. In der zweiten Folge hat Friedrich von Thun eine Gastrolle als Anders’ Vater, in der 4. bis 6. und der 8. Folge Nicole Heesters als Anders’ Mutter Kristin. Anders’ Ehefrau wird von der Dänin Paprika Steen gespielt, seine Assistentin Jacobsson von der gebürtigen Isländerin Sólveig Arnarsdóttir. Die meisten Nebenrollen sind mit bekannten schwedischen Schauspielern besetzt, darunter Peter Haber und Ola Rapace (beide Folge 3), Angela Kovács (Folge 16 und 21) oder Lia Boysen (Folge 8, 11 und 20).
Gedreht wurde die Serie mehrsprachig, jeder Schauspieler spricht seine Rolle in seiner eigenen Sprache, anschließend wurden die Folgen synchronisiert. Die Drehorte waren Hamburg und Schweden. Die Autoren Miguel Alexandre, Harald Göckeritz, Martina Mouchot, Clemens Murath, Henriette Piper und Thomas Roth schreiben auch Drehbücher für den Tatort.
Im Juni 2020 wurde bekannt, dass die Serie nach der 29. Episode eingestellt wird. Im Oktober 2021 gab das ZDF die Fortsetzung der Krimireihe ab 2022 unter dem Titel Der Kommissar und der See bekannt. Der mittlerweile pensionierte Kommissar Anders kehrt in seine Heimat an den Bodensee zurück und gerät selbst in den Fokus von Mordermittlungen. Der Kommissar und das Meer wurde auch wegen der Produktionskosten eingestellt, da die gesamte deutsche Besetzung und die Produktionsmannschaft auf die Insel Gotland reisen und untergebracht werden mussten. Ein Problem, das es bei der Fortsetzung in Deutschland nicht mehr gibt.

## Besetzung
| Rollenname                                      | Schauspieler         | Folgen                     |
| ----------------------------------------------- | -------------------- | -------------------------- |
| Robert Anders, Kommissar                        | Walter Sittler       | 1–29                       |
| Line Anders, Hebamme, Roberts Ehefrau           | Paprika Steen        | 1–8, 29                    |
| Karin Jacobsson, Kripo                          | Sólveig Arnarsdóttir | 1–12                       |
| Thomas Wittberg, Kripo                          | Andy Gätjen          | 1–29                       |
| Ewa Svensson, Rechtsmedizinerin                 | Inger Nilsson        | 1–29                       |
| Niklas Anders, Anders’ Sohn                     | Sven Gielnik         | 1–8, 11–12, 20, 23, 26, 29 |
| Niklas Anders, Anders’ Sohn                     | Leonard Proxauf      | 9–10                       |
| Ida Anders, Anders’ Tochter                     | Charlotte Lüder      | 1–13                       |
| Emma Winarve, Lehrerin, Anders’ Lebensgefährtin | Frida Hallgren       | 1–7, 9–22, 25              |
| Kasper Winarve, Emmas Sohn                      | Oliver Hecker        | 9–14                       |
| Kasper Winarve, Emmas Sohn                      | Grim Lohman          | 15–28                      |

## Episodenliste
| Nr. | Originaltitel                      | Erstausstrahlung | Regie                | Drehbuch                            | Zuschauer |
| --- | ---------------------------------- | ---------------- | -------------------- | ----------------------------------- | --------- |
| 1   | Den du nicht siehst                | 21. Dez. 2007    | Anno Saul            | Henriette Piper                     | 5,42 Mio. |
| 2   | Näher als du denkst                | 28. Dez. 2007    | Christiane Balthasar | Henriette Piper                     | 5,29 Mio. |
| 3   | An einem einsamen Ort              | 3. Okt. 2008     | Anno Saul            | Henriette Piper                     | 5,24 Mio. |
| 4   | Sommerzeit                         | 19. Dez. 2008    | Anno Saul            | Henriette Piper                     | 4,55 Mio. |
| 5   | Der sterbende Dandy                | 31. Mai 2009     | Marcus Weiler        | Clemens Murath                      | 3,81 Mio. |
| 6   | Schwarzer Engel                    | 12. Sep. 2009    | Marcus Weiler        | Kathrin Richter, Jürgen Schlagenhof | 5,27 Mio. |
| 7   | Der Tod kam am Nachmittag          | 9. Jan. 2010     | Thomas Roth          | Clemens Murath                      | 7,00 Mio. |
| 8   | Ein Leben ohne Lüge                | 23. Okt. 2010    | Thomas Roth          | Clemens Murath, Thomas Roth         | 5,27 Mio. |
| 9   | Laila                              | 15. Dez. 2011    | Anno Saul            | Henriette Piper, Anno Saul          | 5,21 Mio. |
| 10  | Eiserne Hochzeit                   | 22. Dez. 2011    | Anno Saul            | Anno Saul                           | 4,64 Mio. |
| 11  | Allein im finsteren Wald           | 10. März 2012    | Thomas Roth          | Thomas Roth                         | 6,48 Mio. |
| 12  | Niemand hat Schuld                 | 1. Dez. 2012     | Thomas Roth          | Henriette Piper                     | 4,78 Mio. |
| 13  | Der Wolf im Schafspelz             | 4. Mai 2013      | Thomas Roth          | Carlos Calvo, Martina Mouchot       | 5,54 Mio. |
| 14  | Fürchte dich nicht                 | 7. Sep. 2013     | Thomas Roth          | Thomas Roth                         | 4,83 Mio. |
| 15  | Der böse Mann                      | 28. Dez. 2013    | Anno Saul            | Martina Mouchot                     | 5,67 Mio. |
| 16  | In einer dunklen Nacht             | 15. Feb. 2014    | Anno Saul            | Henriette Piper, Anno Saul          | 5,70 Mio. |
| 17  | Wilde Nächte                       | 21. März 2015    | Miguel Alexandre     | Harald Göckeritz, Miguel Alexandre  | 6,86 Mio. |
| 18  | Das Mädchen und der Tod            | 29. Aug. 2015    | Miguel Alexandre     | Henriette Piper                     | 4,56 Mio. |
| 19  | Unter Männern                      | 12. Dez. 2015    | Miguel Alexandre     | Harald Göckeritz, Miguel Alexandre  | 5,53 Mio. |
| 20  | In einer sternlosen Nacht          | 23. Jan. 2016    | Miguel Alexandre     | Annette Hess                        | 7,11 Mio. |
| 21  | Für immer Dein                     | 12. Nov. 2016    | Miguel Alexandre     | Annette Hess                        | 6,50 Mio. |
| 22  | In einem kalten Land               | 18. Feb. 2017    | Miguel Alexandre     | Harald Göckeritz                    | 6,24 Mio. |
| 23  | Tage der Angst                     | 16. Dez. 2017    | Thomas Roth          | Harald Göckeritz                    | 5,92 Mio. |
| 24  | Der wilde Jack                     | 27. Jan. 2018    | Thomas Roth          | Annette Hess                        | 6,64 Mio. |
| 25  | Lichterfest                        | 15. Dez. 2018    | Thomas Roth          | André Georgi                        | 6,20 Mio. |
| 26  | Nachtgespenster                    | 28. Dez. 2019    | Thomas Roth          | Harald Göckeritz, André Georgi      | 6,16 Mio. |
| 27  | Auf dunkler See                    | 30. Mai 2020     | Miguel Alexandre     | Miguel Alexandre                    | 5,63 Mio. |
| 28  | Aus glücklichen Tagen              | 21. Nov. 2020    | Miguel Alexandre     | Harald Göckeritz                    | 6,47 Mio. |
| 29  | Woher wir kommen – wohin wir gehen | 18. Dez. 2021    | Thomas Roth          | Thomas Roth                         | 6,34 Mio. |